# Dede Barry
Deirdre "Dede" Demet-Barry, född den 8 oktober 1972 i Milwaukee, Wisconsin, är en amerikansk tävlingscyklist som tog OS-silver i tempoloppet i landsvägscykling vid olympiska sommarspelen 2004 i Aten. Hon är gift med cyklisten Michael Barry.